# Championnat d'Ouganda de football 2007-2008
Navigation
Édition précédente Édition suivante
La saison 2007-2008 du Championnat d'Ouganda de football est la trente-neuvième édition du championnat de première division ougandais. Les équipes engagées sont regroupées au sein d'une poule unique où elles affrontent deux fois leurs adversaires, à domicile et à l'extérieur. En fin de saison, les cinq derniers du classement sont relégués et remplacés par les cinq champions régionaux de deuxième division.
C'est le club de Kampala City Council qui remporte la compétition cette saison après avoir terminé en tête du classement, avec cinq points d'avance sur le Villa SC et sept sur Uganda Police FC. C'est le huitième titre de champion d'Ouganda de l'histoire du club.

## Participants
- CRO FC - Promu de D2
- Villa SC
- Kampala City Council
- Simba FC
- Express FC
- Uganda Police FC
- Maji FC
- Kinyara Sugar Works FC
- Ediofe Hills FC - Promu de D2
- Masaka Local Council
- Boroboro Holy Hill FC
- Bunamwaya SC
- Maroons FC - Promu de D2
- Victors FC
- Uganda Revenue Authority
- Biharwe FC - Promu de D2
- Iganga Town Council
- Nalubaale FC - Promu de D2

## Compétition

### Classement
Le classement est établi sur le barème de points classique : victoire à 3 points, match nul à 1, défaite à 0.
| Rang | Équipe                    | Pts | J  | G  | N  | P  | Bp | Bc | Diff |
| ---- | ------------------------- | --- | -- | -- | -- | -- | -- | -- | ---- |
| 1    | Kampala City Council      | 74  | 34 | 22 | 8  | 4  | 61 | 23 | +38  |
| 2    | Villa SC                  | 69  | 34 | 20 | 9  | 5  | 52 | 24 | +28  |
| 3    | Uganda Police FC          | 67  | 34 | 18 | 13 | 3  | 47 | 22 | +25  |
| 4    | Uganda Revenue AuthorityT | 52  | 34 | 13 | 13 | 8  | 48 | 34 | +14  |
| 5    | Victors FCC               | 52  | 34 | 12 | 16 | 6  | 32 | 22 | +10  |
| 6    | Express FC                | 51  | 34 | 12 | 15 | 7  | 30 | 20 | +10  |
| 7    | Bunamwaya SC              | 51  | 34 | 12 | 15 | 7  | 31 | 24 | +7   |
| 8    | Nalubaale FCP             | 48  | 34 | 14 | 6  | 14 | 33 | 34 | -1   |
| 9    | Iganga Town Council       | 42  | 34 | 10 | 12 | 12 | 29 | 31 | -2   |
| 10   | Kinyara Sugar Works FC    | 41  | 34 | 10 | 11 | 13 | 32 | 39 | -7   |
| 11   | Simba FC                  | 40  | 34 | 10 | 10 | 14 | 38 | 37 | +1   |
| 12   | Boroboro Holy Hill FC     | 39  | 34 | 10 | 9  | 15 | 29 | 41 | -12  |
| 13   | Maji FC                   | 38  | 34 | 10 | 8  | 16 | 35 | 42 | -7   |
| 14   | Masaka Local Council      | 34  | 34 | 8  | 10 | 16 | 28 | 38 | -10  |
| 15   | CRO FCP                   | 34  | 34 | 6  | 16 | 12 | 28 | 40 | -12  |
| 16   | Ediofe Hills FCP          | 34  | 34 | 9  | 7  | 18 | 34 | 57 | -23  |
| 17   | Maroons FCP               | 32  | 34 | 9  | 5  | 20 | 25 | 53 | -28  |
| 18   | Biharwe FCP               | 24  | 34 | 5  | 9  | 20 | 26 | 57 | -31  |

|  | Qualification pour la Ligue des champions de la CAF 2009 et la Coupe Kagame inter-club 2009 |
|  | Qualification pour la Coupe de la confédération 2009                                        |
|  | Relégation en deuxième division                                                             |
|  | T : Tenant du titre C : Vainqueur de la Coupe d'Ouganda P : Promu de deuxième division      |

## Bilan de la saison
| Championnat d'Ouganda de football 2007-2008                        |                                                                   |
| Champion                                                           | Kampala City Council (8e titre)                                   |
| Coupes et trophées                                                 |                                                                   |
| Vainqueur de la Coupe d'Ouganda 2007-2008                          | Victors FC                                                        |
| Qualifications continentales                                       |                                                                   |
| Ligue des champions de la CAF 2009                                 | Kampala City Council                                              |
| Coupe de la confédération 2009                                     | Victors FC                                                        |
| Coupe Kagame inter-club 2009                                       | Kampala City Council                                              |
| Promotions et relégations                                          |                                                                   |
| Promus en Championnat d'Ouganda de football                        | Kakira FC Sharing FC Youfra FC Bugerere FC Mbarara United         |
| Relégués en Championnat d'Ouganda de football de deuxième division | Masaka Local Council Biharwe FC Maroons FC Ediofe Hills FC CRO FC |